# Domaine de Naegi

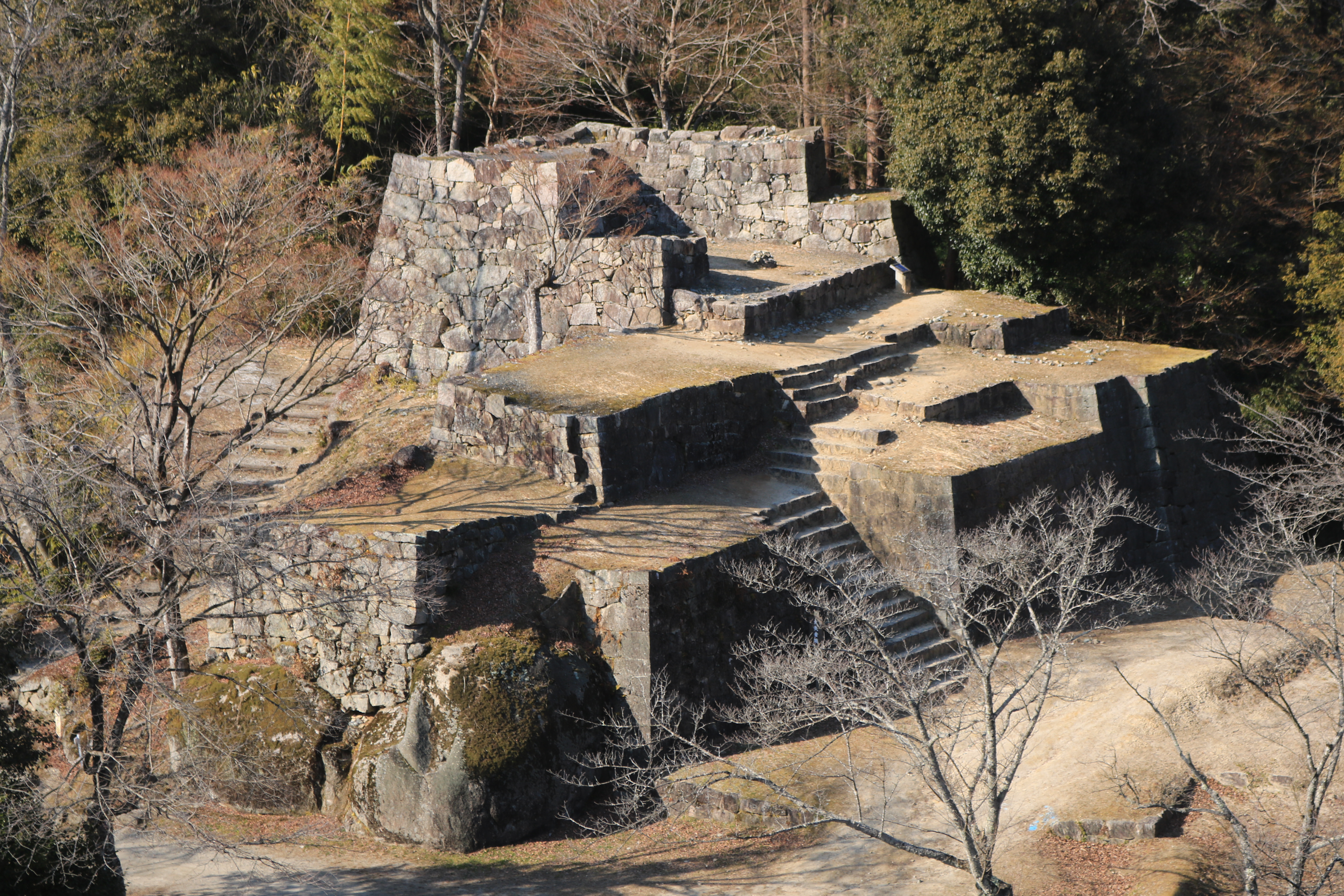
Ruines du château de Naegi.

Le domaine de Naegi (苗木藩, Naegi-han) est un fief féodal japonais de l'époque d'Edo situé dans la province de Mino (actuelle préfecture de Gifu). Il était dirigé à partir du château de Naegi dans l'actuelle ville de Nakatsugawa. C'était le plus petit domaine du shogunat Tokugawa à porter la dénomination de « château possédant un domaine ».

## Histoire
Le clan Tōyama contrôle cette portion du sud de la province de Mino (actuels districts de Kamo et d'Ena) depuis l'époque Kamakura. Toyama Tomotada et son fils Toyama Tomomasa jurent fidélité à Oda Nobunaga. Cependant, après la mort de ce dernier, leur territoire est envahi par le clan Mōri et est donné à Kawajiri Hidenaga. Les Toyama s'enfuient à Hamamatsu où ils demandent la protection de Tokugawa Ieyasu. Durant la bataille de Sekigahara, Kawajiri Hidenaga rejoint l'armée pro-Toyotomi de l'Ouest, commandée par Ishida Mitsunari, et meurt au combat. Ieyasu envoie alors Toyama Tomomasa reprendre les terres de sa famille. Après l'établissement du shogunat Tokugawa, il est confirmé comme daimyō du domaine de Naegi valant 10 500 koku. Tomomasa envoie des troupes participer au siège d'Osaka et meurt à Naegi en 1619.
Le domaine reste entre les mains du clan Toyama tout au long de son existence. Cependant, en tant que petit domaine ayant de lourdes dépenses, il s'endette rapidement sévèrement, une situation qui s'aggrave de génération en génération, malgré les efforts de cultiver de nouvelles terres de riz, d'augmenter les taxes, et l'émission de papier-monnaie à plusieurs occasions.
Le 12e daimyō, Toyama Tomoyoshi, sert comme wakadoshiyori à deux occasions durant le Bakumatsu et commande les forces du domaine durant la seconde expédition de Chōshū.
Au moment de la restauration de Meiji, le domaine a une dette de 143 000 ryō d'or et 15 900 ryō de papier. Le château de Naegi est démoli sur ordre du nouveau gouvernement de Meiji et son mobilier et sa charpente sont tous vendus pour rembourser cette dette. L'aide financière du gouvernement en guise de compensation pour l'abandon du domaine sert également à rembourser la dette, et beaucoup de samouraïs sont forcés d'abandonner leur statut social pour se reconvertir dans des métiers commerciaux. En août 1871, lors du l'abolition du système han, la dette s'est réduite à 52 600 ryō d'or et 5 000 ryō papier. Les anciennes terres du domaine sont absorbées dans la nouvelle préfecture de Gifu. Cependant, en raison du reste de la dette, tous les samouraïs restés dans le domaine voient leur statut réduit à celui de roturier et se voient également refuser toutes aides financières gouvernementales promises à leur classe sociale. Cela créé un grand mécontentement, et le conseiller d'État responsable, Aoyama Naomichi, fait face à plusieurs tentatives d'assassinat, dont la dernière a lieu en 1891.

## Possessions à la fin de l'époque d'Edo
Comme la plupart des domaines japonais, Naegi est composé de plusieurs territoires discontinus dont la valeur kokudaka est fondée sur une estimation périodique du potentiel agricole,.
- Province de Mino
  - 34 villages dans le district de Kamo
  - 13 villages dans le district d'Ina

## Liste des daimyōs
| #                              | Nom                         | Règne     | Titre de courtoisie      | Rang de cour            | Kokudaka            |
| ------------------------------ | --------------------------- | --------- | ------------------------ | ----------------------- | ------------------- |
| Clan Toyama (tozama) 1600-1871 |                             |           |                          |                         |                     |
| 1                              | Toyama Tomomasa (遠山友政)  | 1600-1620 | Aucun                    | Aucun                   | 10 500 koku         |
| 2                              | Toyama Tomohide (遠山秀友)  | 1620-1642 | Gyōbu-no-shō (刑部少輔)  | Inconnu                 | 10 500 koku         |
| 3                              | Toyama Tomosada (遠山友貞)  | 1642-1675 | Shinano-no-kami (信濃守) | 5e inférieur (従五位下) | 10 500 koku         |
| 4                              | Toyama Tomomasa (遠山友春)  | 1675-1712 | Izumi-no-kami (和泉守)   | 5e inférieur (従五位下) | 10 500 koku         |
| 5                              | Toyama Tomoyoshi (遠山友由) | 1712-1722 | Iyo-no-kami (伊予守)     | 5e inférieur (従五位下) | 10 500 koku         |
| 6                              | Toyama Tomomasa (遠山友将)  | 1722-1732 | Buzen-no-kami (豊前守)   | 5e inférieur (従五位下) | 10 500 koku         |
| 7                              | Toyama Tomonaka (遠山友央)  | 1732-1740 | Izumi-no-kami (和泉守)   | 5e inférieur (従五位下) | 10 500 →10 000 koku |
| 8                              | Toyama Tomoakira (遠山友明) | 1740-1753 | Tango-no-kami (丹後守)   | 5e inférieur (従五位下) | 10 000 koku         |
| 9                              | Toyama Tomokiyo (遠山友清)  | 1753-1777 | Dewa-no-kami (出羽守)    | 4e inférieur (従四位下) | 10 000 koku         |
| 10                             | Toyama Tomoyori (遠山友随)  | 1777-1792 | Omi-no-kami (近江守)     | 5e inférieur (従五位下) | 10 000 koku         |
| 11                             | Toyama Tomoisa (遠山友寿)   | 1792-1838 | Mino-no-kami (美濃守)    | 5e inférieur (従五位下) | 10 000 koku         |
| 12                             | Toyama Tomoyoshi (遠山友禄) | 1839-1871 | Mino-no-kami (美濃守)    | 5e inférieur (従五位下) | 21 000 koku         |